# Zale plenipennis
Zale plenipennis là một loài bướm đêm trong họ Erebidae.